# 폴커크 (의회 구역)

폴커크

폴커크(영어: Falkirk, 스코트어: Fawkirk, 스코틀랜드 게일어: An Eaglais Bhreac)는 스코틀랜드의 의회 구역으로 행정 중심지는 폴커크이며 면적은 297km2, 인구는 156,000명(2010년 기준), 인구 밀도는 516명/km2이다. 노스래너크셔, 스털링, 웨스트로디언, 클라크매넌셔, 파이프와 접한다.